# John Martin-Harvey
Sir John Martin-Harvey (Wivenhoe, 22 giugno 1863 – Londra, 14 maggio 1944) è stato un attore, direttore teatrale e produttore teatrale inglese.

## Biografia

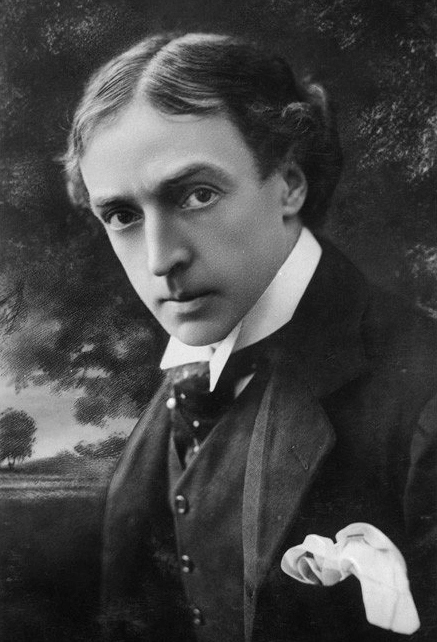
John Martin-Harvey nel 1900

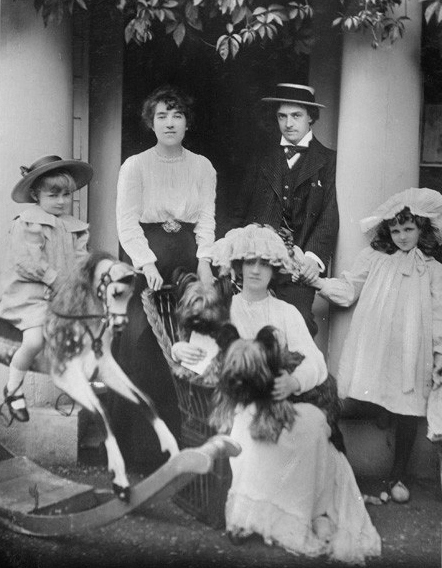
John Martin-Harvey con la famiglia

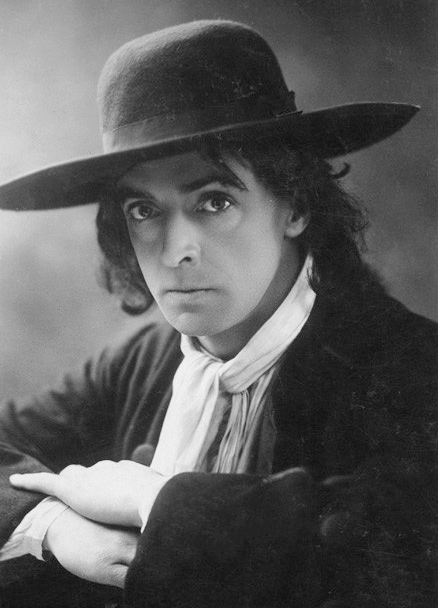
John Martin-Harvey nel 1900

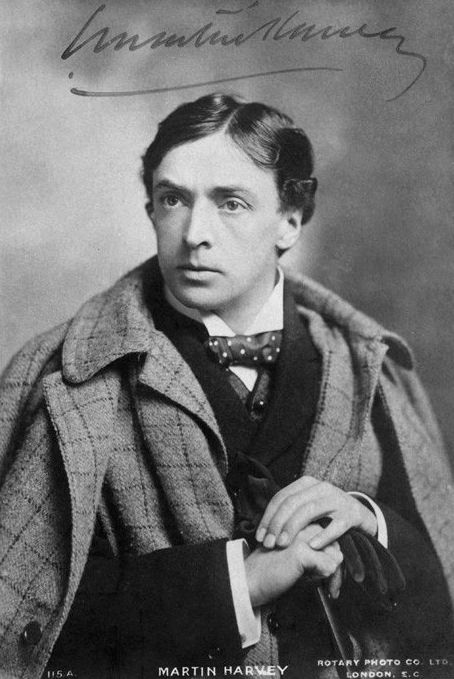
John Martin-Harvey nel 1900

John Martin-Harvey, è noto soprattutto per aver recitato nella parte dell'avvocato inglese Sydney Carton, in un adattamento del Racconto di due città (A Tale of Two Cities) di Charles Dickens, ma in precedenza effettuò un lungo apprendistato nella compagnia di Henry Irving, il primo attore a ricevere, nel 1895, il cavalierato.
Martin-Harvey nacque a Wivenhoe, nell'Essex, nel 1863, figlio di un costruttore di yacht e fu apprendista come marinaio progettando un futuro nel settore navale, anche se nello stesso tempo, sin da giovane, voleva diventare un attore, e uno dei clienti di suo padre era il drammaturgo e librettista William Schwenck Gilbert, che lo orientò ad ottenere lezioni di recitazione.
Il suo debutto avvenne nel 1881, con una piccola parte al Royal Court Theatre londinese e l'anno seguente entrò a far parte della compagnia di Henry Irving al Lyceum Theatre, con la quale collaborò per quattordici anni, dopo di che era pronto per formare una sua compagnia, la Lyceum Vacation Company, che realizzò tournée non solamente in Gran Bretagna, ma anche in Canada e negli Stati Uniti d'America.
Successivamente, nel 1899, presentò The only Way, un adattamento di A Tale of Two Cities di Dickens, scritto da due irlandesi, Freeman Wills e Frederick Langbridge, che ebbe un successo fenomenale, registrando oltre cinquemila rappresentazioni in oltre quarant'anni.
Dopo la morte di Irving, nel 1905, Martin-Harvey riprese le opere teatrali in cui Irving era cresciuto, e in seguito cambiò la sua reputazione di ultimo dei grandi attori romantici. A parte il repertorio di Irving, sebbene il romanzo in costume e il melodramma costituissero la base del repertorio di Martin-Harvey, produsse anche William Shakespeare, Amleto (1904), Riccardo III (1910), La bisbetica domata (1913), opere classiche come una revisione rivoluzionaria e molto applaudita di Edipo re di Sofocle, nel 1912, messa in scena da Max Reinhardt a Covent Garden,oltre che opere contemporanee di scrittori come Maurice Maeterlinck.
Durante la prima guerra mondiale, Martin-Harvey visitò il paese raccogliendo fondi per la Croce Rossa e altri enti di beneficenza, in particolare il Fondo per gli Infermieri della Nazione.
Nel 1921 ricevette la nomina di cavaliere, risultando il settimo attore ad ottenere questo riconoscimento. La popolarità di Martin-Harvey all'epoca è testimoniata dalla sua citazione nel tredicesimo capitolo ("Nausicaa") dell'Ulisse di Joyce, dove la protagonista dell'episodio, Gerty MacDowell, coglie una somiglianza tra Harvey e lo sconosciuto che la sta ammirando, ovvero Leopold Bloom: "Lei si accorgeva benissimo, dai suoi occhi scuri e dal pallido volto intellettuale, che era uno straniero, l'immagine di quella foto di Martin Harvey l'idolo delle recite a prezzi popolari eccettuati i baffi [...]"
Nei decenni seguenti proseguì le sue tournée teatrali in Gran Bretagna e in Nord America fino al 1944, quando morì a cinque settimane dal suo ottantunesimo compleanno.

## Filmografia
- A Cigarette-Maker's Romance, regia di Frank Wilson (1913)
- The Broken Melody, regia di Cavendish Morton (1916)
- The Breed of the Treshams, regia di Kenelm Fos (1920)
- The Only Way, regia di Herbert Wilcox (1927)
- The Burgomaster of Stilemonde, regia di George Banfield (1929)
- The Lyons Mail, regia di Arthur Maude (1931)